# Racing Beiroet
Racing Beiroet is een Libanese voetbalclub uit Beiroet.

## Erelijst
Landskampioen (3)
1955/56, 1964/65, 1969/70
Al Ahed ·
Al Ahli Saida ·
Al Akha Ahly ·
Al Ansar ·
Racing Beiroet ·
Al Mabarra ·
Al Nimjeh ·
Safa ·
Salam Tyre ·
Shabab al Sahel · 
Al Tadamon Tyre ·
Tripoli SC